# Шимазу Казухиро
Шимазу Казухиро (на японски: 島津和博, с псевдоним Кейли Саймънс на английски: Kelly Simonz) е японски мултиинструменталист, вокалист и автор на песни. Допринася в групите, в които взима участие като автор на аранжименти и текстове. Свири на водещата китара и пианото, осъществява и програмното обезпечение на записите.
Роденият в град Осака, Япония, известен и като Кайли Саймънз, е виртуоз на китарата с музикално родословие от Технологичния институт по китара. През 1998 г. той издава своя дебютен албум и компактдиск, наречен Silent Scream година по-късно чрез собствения си лейбъл Faith Records. Това демо е преиздадено по-късно чрез Lion Music. По-късно той издава концертно DVD по случай 35-ия си рожден ден. The Brave New World Order 2014 е DVD от 2017 г. Записано е в Токио. Казухиро работи с барабаниста Ямада Йосуке и басиста Накамура Каз.

## Кариера в образованието
Роден е на 1 юли 1970 г. в Осака. Започва да свири на китара на четиринадесет годишна възраст и е избран за участие в група, подгряваща концертите на Loudness през 1987 г. След като завършва гимназиално образование, той започва даижучава музика в MI в Холивуд MI в Холивуд (Music School Campus in Hollywood, California). Тогава активно развива работа в група и нейните сесии в това училище. Следва завръщан в Япония, а през 1998 г., той издава самостоятелен албум Sign Of The Times. На следващата година той прави големия си дебют с албума Silent Scream, под артистичното си име Кайли Саймънз. През 2002 г. той издава втория си албум The Rule Of Right.

## Дискография

### СKelly Simonz's Blind Faith
- 1998: Sign of the Times, всички инструменти, вокал, текст, композитор
- 1999: Silent Scream, всички инструменти, вокал
- 2002: The Rule of Right, всички инструменти, вокал
- 2009: The Best of Kelly Simonz's Blind Faith (компилация), всички инструменти, вокал
- 2014: Blind Faith, вокал, китара, кийборд, програминг
- 2015: At the Gates of a New World, вокал, китара, кийборд, програминг
- 2017: The Brave New World Order 2014 (видео), волал, китара
- 2017: Overture of Destruction

### С Majustice
- 2023: Ancestral Recall, китара

### Със Scarlet Garden
- 2008: Decade of Decadence (EP), китара

### С Taka Minamino
- 2009: AngelWing, бас

## Серия за обучение на китаристи на Transcendence
- 超絶ギタリスト養成ギプスシリーズ
- 『超絶ギタリスト養成ギプス』 （2009年）ISBN 9784845617180
- 『超絶ギタリスト養成ギプス 孤高のクラシック名曲編』 （2010年）ISBN 9784845618378
- 『超絶ギタリスト養成ギプス 天下無双の教速DVD編』 （2010年）ISBN 9784845618965
- 『頭でイメージした音をギターで表現できる本』 （2011年）ISBN 9784845620036
- 『頭でイメージした音を泣きのギターで表現できる本』 （2012年）ISBN 9784845621125